# Barwy błękitu
Barwy błękitu – amerykański thriller z 2000 roku.

## Główne role
- Rachel Hunter – Susan Price
- Marlee Matlin – Beth McDaniels
- Gary Busey – Jack Reynolds
- Eric Roberts – Calvin Stasi
- Anthony Natale – Todd
- Patsy Pease – Gwen Reynolds
- A.J. Johnson – Lisa
- Robert Knott – Detektyw Alvarez
- Roy Ageloff – Detektyw Rogers
- Robert Miano – Alvin Stone

## Fabuła
Susan Price jest piękną i bogatą kobietą. Sukces osiągnęła jako autorka bestselleru Ciemna strona Judith. Wkrótce ma wyjść za Jacka Reynoldsa, swojego wydawcę. Niestety, ten zostaje zamordowany, a Susan staje się główną podejrzaną. By oczyścić się z zarzutów, zmienia tożsamość. Pracuje w firmie telefonicznej. Dowiaduje się, że prokurator Beth McDaniels przed śmiercią Jacka prowadziła dochodzenie przeciwko niemu. Beth cierpi na głuchotę i korzysta z usług firmy telefonicznej, w której pracuje Susan. Będąc blisko niej, Susan dowiaduje się wielu rzeczy.